# 2001 Mars Odyssey
2001 Mars Odyssey automatska je svemirska sonda američke svemirske agencije NASA-e. Lansirana je 7. travnja 2001., a cilj joj je traženje vode na Marsu i istraživanje Marsa. 

### Ulazak u orbitu i lansiranje
Mars Odyssey je lansiran na raketi Delta II s Cape Canaverala na Floridi (nakon 53 minute znanstvenici su prvi put primili Odysseyeve signale), a do Marsa je stigao 24. listopada 2001. Nakon zračnog kočenja u trajanju od 244 sekunde, letjelica je ušla 23. listopada 2001. u orbitu Marsa (Mars Odyssey je mogla ponijeti i do 200 kg goriva). S prilično eliptične orbite 201 km - 500 km letjelica je dovedena u kružnu orbitu od približno 400 km.
Tijekom sljedećih mjeseci letjelica se pripremala za fazu mapiranja. Prvo je trebalo razviti antenu za komunikaciju koja u promjeru ima 1,3 metra. Da bi bili sigurni da se antena dobro razvila, znanstvenici su preko noći provjeravali mogućnost okretanja antene u različite položaje.
Napokon, poslane su i prve slike - snimana je Marsova polarna kapa koja ima promjer od 900 km i sve se više smanjuje jer je na Marsu kasno proljeće.

### Instrumenti
Masa Mars Odysseya je pri lansiranju iznosila 725 kg uključujući 348.7 kg goriva. Letjelica je većinom izrađena od aluminija i titana.
THEMIS (Thermal Emission Imaging System) - težak 11,2 kilograma, dimenzije: 54,5 x 37 x 28,6 cm. Troši 14 W električne energije. 
GRS (Gamma Ray Spectrometer) - težak 30,5 kilograma, dimenzije: 46,8 x 53,4 x 60,4 cm. Troši 32W el.energije. Neutronski spektrometar - dimenzije: 17,3 x 14,4 x 31,4 cm. High-energy neutron detector - dimenzije: 30,3 x 24,8 x 24,2 cm. 
MARIE (Mars Radiation Environment Experiment) - težak 3,3 kilograma, dimenzije: 29,4 x 23,2 x 10,8 cm. Troši 7W el.energije.

### Električna energija
Električna energija se sprema u 16 nikal-vodikovih baterija.

## Vanjske poveznice
|  | Zajednički poslužitelj ima još gradiva o temi 2001 Mars Odyssey |

- Mars Odyssey mars.nasa.gov